# Paderno Ponchielli
Paderno Ponchielli (Padèrnu in dialetto soresinese, Padérnu in dialetto cremonese) è un comune italiano di 1 283 abitanti della provincia di Cremona in Lombardia.

## Storia
Sino al 1862 il comune mantenne la denominazione di Paderno e dal 1862 al 1878 assunse la denominazione di Paderno Fasolaro (Regio decreto 4 dicembre 1862, n. 1024). Nel 1867 il comune risultava incluso nel mandamento di Pizzighettone, circondario di Cremona, provincia di Cremona (Circoscrizione amministrativa 1867). Nel 1841 e 1867 rispettivamente, al comune di Paderno Cremonese venne aggregato il soppresso comune di San Gervaso e Acqualunga Badona (Regio decreto 22 dicembre 1867, n. 4143). Nel 1924 il comune risultava incluso nel circondario di Cremona dell'omonima provincia. Nel 1928 il comune di Paderno Cremonese venne aggregato al nuovo comune di Paderno Ossolaro (Regio decreto 6 dicembre 1928, n. 2969). Assunse il nome attuale nel 1950 in onore del compositore Amilcare Ponchielli, qui nato nel 1834.

### Simboli
Lo stemma e il gonfalone sono stati concessi con decreto del presidente della Repubblica del 14 maggio 2001.
Stemma
Gonfalone
Bandiera

## Società

### Evoluzione demografica
Abitanti censiti

## Amministrazione

### Altre informazioni amministrative
Paderno Ponchielli forma con Annicco, Azzanello, Casalmorano e Genivolta l'Unione Lombarda Soresinese.